# بوستون لیگال
بوستون لیگال (به انگلیسی: Boston Legal) یک سریال درام کمدی درام حقوقی آمریکایی است. موضوع این سریال دربارهٔ اتفاقاتی است که برای وکیلان یک دفتر وکالت در شهر بوستون آمریکا روی می‌دهد.

## بازیگران

### اصلی
- جیمز اسپادر در نقش آلن شور
- ویلیام شاتنر در نقش دنی کران
- کندیس برگن در نقش شرلی اشمیت
- رنه اوبرجونیس در نقش پاول لوینستون
- مارک ولی در نقش برد چیس

### دوره‌ای
- رونا میترا در نقش تارا ویلسون
- لیک بل در نقش سالی هیپ
- مونیکا پاتر در نقش لوری کولسون
- جولی بوون در نقش دنیس باور
- رایان میشل بت در نقش سارا هولت
- جاستین منتل در نقش گرت ولز
- کانستنس زیمر در نقش کلیر سیمز
- کریگ برکو در نقش جفری کوهو
- جان لاروکات در نقش کارل ساک
- کریستین کلمنسون در نقش جری اسپنسون
- گری آنتونی ویلیامز در نقش کلارنس بل
- تارا سامرز در نقش کیت لوید
- سافرون باروز در نقش لورین والر
- ترجی پی. هنسون در نقش ویتنی روم

## جوایز
جایزهٔ امی ساعات پربیننده:
- ۲۰۰۵ جایزه برای بازیگر نقش اول مرد برجسته در یک سریال درام (جیمز اسپادر)
- ۲۰۰۵ جایزه برای بازیگر مرد مکمل برجسته در یک سریال درام (ویلیام شاتنر)
- ۲۰۰۶ جایزه برای بازیگر نقش اول مرد مهمان در یک سریال درام (کریستین کلمنسون)
- ۲۰۰۷ جایزه برای بازیگر نقش اول مرد برجسته در یک سریال درام (جیمز اسپادر)
  - جیمز اسپادر همچنین جایزه سال ۲۰۰۴ برای بازیگر نقش اول مرد برجسته در یک سریال درام برای همین نقش در سریال "The Practice" به دست آورد.

جایزهٔ گلدن گلوب:
- ۲۰۰۴ جایزه بهترین بازیگر نقش مکمل مرد در یک سریال، مینی سریال یا فیلم تلویزیونی(ویلیام شاتنر)

جایزهٔ پی‌بادی:
- ۲۰۰۵، به عنوان تولیدات دیوید ای. کلی، در ارتباط با فاکس قرن بیستم[۱]